# Roemeens voetbalkampioenschap 1910/11
In 1910/11 werd het tweede kampioenschap in Roemenië georganiseerd. Dezelfde clubs als het jaar voordien verschenen aan de start. Olimpia verlengde zijn titel.

## Eindstand
| Plaats | Team                | Wed. | W | G | V | Doelpunten | Verschil | Ptn |
| ------ | ------------------- | ---- | - | - | - | ---------- | -------- | --- |
| 1      | Olimpia Boekarest   | 3    | 2 | 1 | 0 | 7 : 3      | +4       | 5   |
| 2      | United AC Ploiești  | 3    | 1 | 1 | 1 | 6 : 7      | −1       | 3   |
| 3      | Colentina Boekarest | 2    | 0 | 0 | 2 | 3 : 6      | −3       | 0   |